# Ahmad al Abbas
Ahmad al Abbas ( árabe : أحمد العباس ) (? - 1659) fue el último sultán de la dinastía Saadi en el actual Marruecos. Fue proclamado sultán en Marrakech en el año H. 1064 ( 22 de noviembre de 1653 a. C. - 11 de noviembre de 1654) tras la muerte de su padre, Mohammed esh-Sheikh es-Seghir . En 1659 fue asesinado por su tío materno, Abdul Karim Abu Bakr Al-Shabani. Su tío asumió el poder como sultán en Marrakech hasta 1667 cuando a su vez fue asesinado, sucedió poco antes de que el sultán  alauí  Moulay Al-Rashid conquistara la ciudad en 1668.: 230 